# Cesco Baseggio
Cesco Baseggio, eigentlich Francesco Baseggio, (* 13. April 1897 in Treviso; † 22. Januar 1971 in Catania) war ein italienischer Schauspieler.

## Leben
Francesco „Cesco“ Baseggio wuchs als Sohn eines Violinprofessors und einer Sängerin heran und spielte in jugendlichem Alter an einem Laientheater unter Leitung von Gianfranco Giachetti. Während des Ersten Weltkrieges war er für zweieinhalb Jahre Leiter des Soldatenthaters in Albanien; nach seiner Rückkehr am Ende des Krieges schloss er sich 1920 wieder Giachetti an, der sein neues Ensemble „Ars Veneta“ gegründet hatte. Von 1923 bis 1926 gehörte er der Truppe von Carlo Micheluzzi an, mit dem er Shakespeare und Goldoni, Giacinto Gallina und Gino Rocca auf die Bühne brachte. Zehn Jahre später gehörte er dem Teatro di Venezia an, das einen hervorragenden Ruf als Bühne für die Klassiker galt und wo er große Erfolge feierte.
Ab 1939 spielte er als freier Darsteller auf Festivalbühnen und venezianischen Theatern; auch nach dem Kriege war er so tätig, in Erinnerung bleiben Inszenierungen unter Giorgio Strehler, der ihn unter anderem als Pantalone de'Bisognosi in Die ehrbare Dirne einsetzte. Bis weit in die 1960er Jahre hinein blieben Shakespeare und Goldoni – er sprach auch eine Dokumentation über den Autor – die Konstanten seiner Bühnendarstellungen, die er vor allem bis zum Ende des Zweiten Weltkrieges auch mit Charakterrollen in vielen Filmen anreicherte. In den 1960er Jahren war er zudem in vier Fernsehrollen zu sehen.

## Filmografie (Auswahl)
- 1936: Le scarpe al sole
- 1950: Herzen kennen keine Grenzen (Cuori senza frontiere)
- 1955: Der Barbier von Sevilla (Figaro il barbiere di Siviglia)
- 1956: Genie und Wahnsinn (Kean)
- 1956: L’intrusa